# St Agnes (Sorlingues)
Pour les articles homonymes, voir St Agnes.
St Agnes (Aganas en cornique) est une île de l'archipel des Sorlingues, au sud-ouest de l'Angleterre.
Sa superficie est de 1,48 km2. Elle est reliée à l'îlot voisin de Gugh par un tombolo. La population des deux îles s'élève à 73 habitants (2001), ce qui en fait la moins peuplée des îles habitées des Sorlingues.

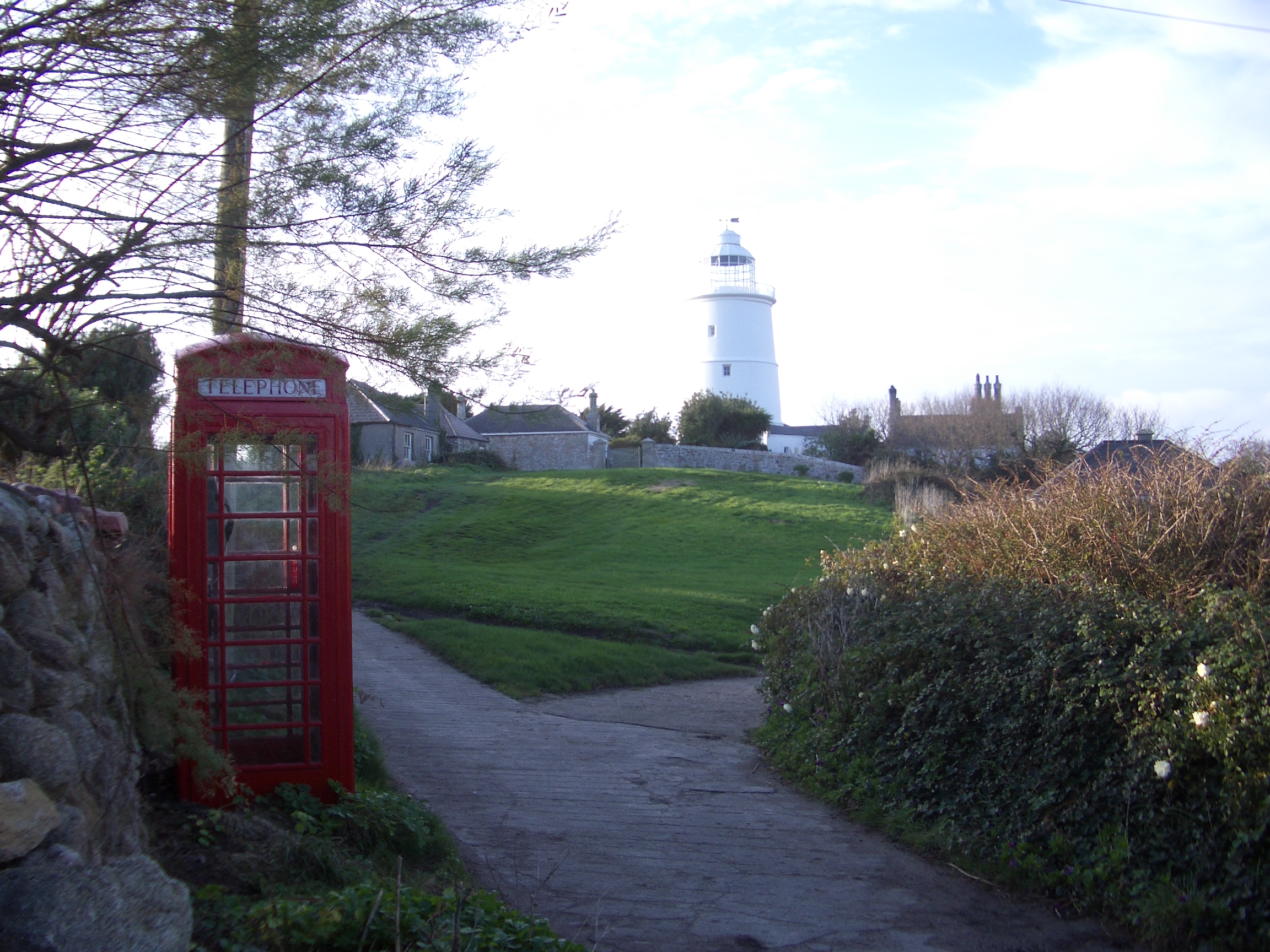
Le phare désaffecté de St Agnes, construit en 1680.